# Chris Willis
Chris Willis (* 26. února 1969 Dayton, Ohio, USA) je americký zpěvák, skladatel a producent. Ačkoli začínal jako gospelový zpěvák, později se proslavil za spolupráci s housovým DJ Davidem Guettou, například u písní „Love Don't Let Me Go“, „Love Is Gone“, „Gettin' Over You“, „Tomorrow Can Wait“ nebo „Everytime We Touch“ (společně se Steavem Agellem a Sebastianem Ignossem).

## Diskografie

### Singly
1. „Just a Little More Love“ (společně s Davidem Guettou)
2. „Love Don't Let Me Go“ (společně s Davidem Guettou)
3. „People Come, People Go“ (společně s Davidem Guettou)
4. „Money“ (společně s Davidem Guettou a Mone)
5. „Stay“ (společně s Davidem Guettou)
6. „Love Don't Let Me Go (Walking Away)“ (společně s Davidem Guettou vs The Egg)
7. „Love Is Gone“ (společně s Davidem Guettou)
8. „Tomorrow Can Wait“ (společně s Davidem Guettou a Tocadisco)
9. „Everytime We Touch“ (společně s Davidem Guettou, Stevem Angellem a Sebastianem Ingrossem)
10. „Gettin' Over“ (společně s Davidem Guettou)
11. „Sound of Letting Go“ (společně s Davidem Guettou a Tocadisco)
12. „Gettin' Over You“ (společně s Davidem Guettou, Fergie a LMFAO)